# Norton Sound

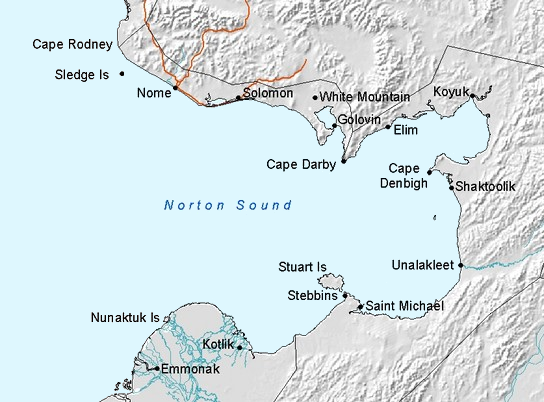
Norton Sound

Norton Sound ou golfo de Norton é um braço do mar de Bering na costa oeste do estado norte-americano do Alasca, ao sul da península de Seward. Possui aproximadamente 240 km de comprimento e 200 km de largura. O delta do rio Yukon forma uma porção da costa sul e as águas do Yukon influenciam esse corpo de água. Está livre de gelo de junho a outubro.
Foi explorado pelo capitão James Cook em setembro de 1778. Nomeou o corpo de água assim em homenagem a Sir Fletcher Norton, presidente da Câmara dos Comuns do Reino Unido.
A área do Norton Sound foi a casa dos Yupik e inupiat por muitos séculos. É a fronteira entre os dois povos, os inupiat vivem no norte e os Yupik no sul. A cidade de Nome está na costa norte do Norton Sound. As aldeias de Elim, Golovin, Stebbins, White Mountain, Koyuk, Shaktoolik, St. Michael e Unalakleet estão nas margens ou cursos de água que fluem para o Norton Sound. A Iditarod Trail Sled Dog Race percorre aldeias costeiras entre Unalakleet e Nome.
O hidroavião de guarda USS Norton Sound foi nomeado após a entrada neste.